# Gwiazda podwójna

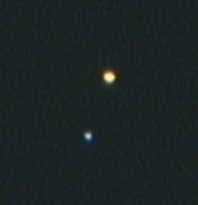
Gwiazda podwójna Albireo w gwiazdozbiorze Łabędzia

Animacja przedstawiająca układ dwóch gwiazd o podobnych masach, krążą one po orbitach eliptycznych wokół środka masy układu (oznaczonego czerwonym krzyżem)

Gwiazda podwójna – układ dwóch gwiazd leżących (optycznie lub fizycznie) blisko siebie.
Gwiazdy optycznie podwójne mogą leżeć bardzo daleko od siebie, a jednak z naszego punktu widzenia zdają się "pokrywać". Najsłynniejszą taką parą jest Mizar i Alkor w gwiazdozbiorze Wielkiej Niedźwiedzicy (w rzeczywistości jest to układ 6-krotny, lecz gołym okiem lub przez małe przyrządy optyczne są widoczne jedynie dwa składniki).
Gwiazdy fizycznie podwójne to takie, które w rzeczywistości położone są blisko siebie i oddziałują na siebie grawitacyjnie (krążą wokół wspólnego środka masy). Przykładem takiego układu jest Alfa Centauri czy też Syriusz i towarzyszący mu biały karzeł.
Szczególnym typem gwiazd fizycznie podwójnych są gwiazdy zaćmieniowe. Patrząc z Ziemi na taki układ możemy zaobserwować jak jeden ze składników przemieszczając się po swojej orbicie okresowo przysłania swojego towarzysza. Takie zdarzenie powoduje zmianę jasności układu. Algol w Perseuszu jest właśnie taką gwiazdą. Co 2,5 dnia jasność waha się w zakresie od 2 do 3m.

## Klasyfikacja

### Ze względu na metody obserwacyjne
Gwiazdy podwójne dzielone są na cztery klasy w zależności od aktualnych możliwości obserwacyjnych

#### Układy wizualnie podwójne
Układ gwiazd jest wizualnie podwójny, jeżeli odległość kątowa obu składników jest dostatecznie duża, aby układ był widziany przez teleskop jako dwie oddzielne gwiazdy. Zatem zdolność rozdzielcza teleskopu jest decydującym czynnikiem w określaniu wizualnej podwójności i w miarę postępu obserwacyjnego coraz więcej gwiazd przechodzi do tej kategorii.
Jaśniejszą z dwóch gwiazd nazywamy składnikiem pierwotnym, a mniej jasną składnikiem wtórnym.

#### Układy spektroskopowo podwójne
W układzie spektroskopowo podwójnym separacja składników jest mała, a prędkości orbitalne znaczne. Jeżeli orbita gwiazdy nie jest prawie prostopadła do osi widzenia obserwatora, ruch gwiazd powoduje okresowe przesuwanie się linii widmowych w obserwowanym widmie ze względu na efekt Dopplera. To pozwala stwierdzić podwójność układu nawet wtedy, gdy wizualnie składniki nie są rozdzielone.
W niektórych układach obserwujemy linie widmowe obu składników, w części układów linie widmowe tylko jednego składnika są widoczne, ale wykazują okresową zmianę położenia.

#### Układy zaćmieniowe
Układ jest zaćmieniowy wtedy, gdy płaszczyzna orbity jest na tyle mało nachylona w stosunku do linii widzenia do obserwatora, czyli inklinacja jest na tyle duża, że gwiazdy okresowo przesłaniają się. Gwiazdy zaćmieniowe nie są więc ze swej natury gwiazdami zmiennymi fizycznie, ale jasność wypadkowa układu ulega zmianie przez zmianę ustawienia gwiazd na linii widzenia.

#### Układy astrometryczne
Są to układy, w których tylko jeden ze składników jest obserwowany. O obecności drugiego składnika wnioskuje się w oparciu o okresową zmianę pozycji gwiazdy pod wpływem pola grawitacyjnego niewidocznego towarzysza.

### Z punktu widzenia konfiguracji
Układy podwójne można też klasyfikować z punktu widzenia łatwości wymiany masy pomiędzy składnikami układu. Z tego punktu widzenia układy dzielimy na trzy kategorie.

#### Układy rozdzielone
W takich układach przepływ masy między składnikami jest utrudniony i zachodzić może tylko za pośrednictwem wiatru gwiazdowego jednej gwiazdy przechwytywanego przez drugą. Precyzyjniej, każda z gwiazd znajduje się wewnątrz swojej powierzchni Roche’a, to znaczy przyciąganie grawitacyjne warstw powierzchniowych gwiazdy przez jej własne pole grawitacyjne jest silniejsze niż przyciąganie grawitacyjne przez towarzysza. Gwiazdy takie ewoluują praktycznie niezależnie od siebie, tak jak gwiazdy pojedyncze. Do tej kategorii należy większość układów podwójnych.

#### Układy półrozdzielone
W układach takich jedna z gwiazd wypełnia powierzchnię Roche’a, ale druga gwiazda ma mniejszy promień niż jej powierzchnia Roche’a. Zatem materia wypływa z warstw powierzchniowych pierwszej gwiazdy w kierunku towarzysza. Tempo przepływu masy zależy od stadium ewolucyjnego gwiazd. Opadająca na drugą gwiazdę materia może tworzyć wokół niej dysk akrecyjny. Do tej kategorii należą układy kataklizmiczne i układy rentgenowskie. Przepływ materii pomiędzy składnikami ma znaczny wpływ na ewolucję gwiazd.

#### Układy kontaktowe
Układ taki powstaje, gdy oba składniki wypełniają powierzchnie Roche’a. Warstwy powierzchniowe materii obu gwiazd tworzą wspólną otoczkę wokół całego układu. Znaczna większość znanych układów kontaktowych to gwiazdy zaćmieniowe, a ze względu na złożony kształt wszystkie wykazują okresowe zmiany jasności spowodowane ruchem orbitalnym. Obie gwiazdy są gwiazdami ciągu głównego. Formowanie się aż tak ciasnych układów gwiazd jest zagadkowe, i najprawdopodobniej są to w przeważającej mierze układy wielokrotne, z dodatkowym trzecim towarzyszem. Do tej kategorii układów kontaktowych należą gwiazdy typu W Ursae Majoris lub w skrócie W UMa.

## Powstawanie układów podwójnych
Zasadniczo układ podwójny gwiazd mógłby powstać w wyniku przechwycenia towarzysza wskutek oddziaływania grawitacyjnego. Jednak jest to dosyć mało prawdopodobne, zaś z uwagi na to, że ponad połowa gwiazd znajduje się w układach podwójnych i proporcje te dotyczą również gwiazd w bardzo wczesnym etapie ewolucyjnym tzn. przed ciągiem głównym, proponuje się inne wyjaśnienia.
Dotyczą one ewolucji obłoku protogwiazdowego, w którym podczas zapadania się może dojść do fragmentacji. Proces ten może nastąpić już podczas lub tuż po etapie kolapsu obłoku wskutek swobodnego spadku materii, którego masa przekracza masę Jeansa. Wówczas moment pędu rotującego macierzystego obłoku bezpośrednio zamienia się na moment orbitalny dwóch obłoków potomnych. Inna możliwość jest taka, że początkowo w centrum rotującego obłoku formuje się stabilna pojedyncza konfiguracja w kształcie elipsoidy. Do fragmentacji dochodzi w momencie, gdy wokół centralnej protogwiazdy zbierze się odpowiednio dużo szybko rotującej materii w formie dysku akrecyjnego, w którym rozwija się niestabilność niesymetryczna osiowo.

## Planety w układach gwiazd podwójnych
W układzie podwójnym gwiazd mogą istnieć planety, krążące wokół jednej lub obu gwiazd, lub barycentrum układu. Ze względu na orbitę wyróżnia się trzy możliwe typy planet:
- Typ S (satelitarne), kiedy planeta krąży wokół jednego ze składników układu. Przykładami jest 5 planet układu 55 Cancri, krążących wokół gwiazdy 55 Cnc A. W układzie podwójnym HD 41004 obie gwiazdy mają mniejszych (niegwiazdowych) towarzyszy.
- Typ P (planetarne), inaczej planety okołopodwójne[3], kiedy planeta krąży po orbicie wokół obu składników układu. Przykładem jest UZ Fornacis.
- Typ L (libracyjne), inaczej planety trojańskie, kiedy planeta krąży w punkcie libracyjnym L4 lub L5 na orbicie jednego składnika wokół drugiego. Jak dotąd (sierpień 2012) nie są znane planety tego typu.